# Castelnuovo Bocca d'Adda
Castelnuovo Bocca d'Adda là một đô thị ở tỉnh Lodi trong vùng Lombardia của Italia, cách khoảng 70 km về phía đông nam của Milano và khoảng 35 km về phía đông nam của Lodi. Tại thời điểm 31 tháng 12 năm 2004, đô thị này có dân số 1.726 người và diện tích là 20,4 km².
Castelnuovo Bocca d'Adda giáp các đô thị: Crotta d'Adda, Maccastorna, Meleti, Monticelli d'Ongina, Caselle Landi, Caorso.